# 文军
文军 (1969年—)，湖南祁阳人，华东师范大学社会学系兼社会工作系教授、社会发展学院院长，主要从事城市社会学、社会问题与社会发展、全球化与当代西方社会学理论方面的研究工作。文军还担任中国社会学会理事、中国社会工作教育协会理事，曾入选中华人民共和国教育部2017年度长江学者特聘教授、首批新世纪优秀人才。

## 生平
文军先后毕业于华东师范大学和南京大学社会学专业，后在华东师范大学任教。

## 主要作品
《网络阴影》ISBN 9787221060549（01/2002 贵州人民出版社 出版）
《承传与创新》ISBN 9787561734599（01/2004 华东师范大学出版社 出版）
《社区青少年社会工作的国际比较研究》ISBN 9787562819110（07/2006 华东理工大学出版社 出版）
《西方社会学理论》ISBN 9787208064355（08/2006  上海人民出版社 出版）
《西方社会学经典命题》ISBN 9787210037491（05/2008  江西人民出版社 出版）
《质性研究概论》ISBN 9787301094419（01/2010  北京大学出版社 出版）
《社会工作模式》ISBN 9787040284690（03/2010  高等教育出版社 出版）
《学校社会工作案例分析》ISBN 9787562828167（07/2010  华东理工大学出版社 出版）
《全球社会学》（译）ISBN 9787801495624（10/2001  社会科学文献出版社 出版）
《社会理论与现代社会学》（译）ISBN 9787801900203（07/2003  社会科学文献出版社 出版）
《情感社会学》（译）ISBN 9787208074217（10/2007  上海人民出版社 出版）